# Erschleichung
Erschleichung oder Subreption (von lateinisch „subreptio“) ist ein Begriff des römischen Rechts, das in Europa als gemeines Recht bis ins 19. Jahrhundert galt.
Im heutigen Recht ist der Begriff vor allem erhalten als Erschleichen von Leistungen.
In der deutschen Philosophie des 18. Jahrhunderts spielte der Begriff eines „Fehlers der Erschleichung“ (lat. vitium subreptionis) eine bedeutende Rolle. Christian Wolff und Immanuel Kant warnten davor, nicht-empirische und empirische Vorstellungen zu verwechseln und so die empirische Herkunft bestimmter Vorstellungen zu erschleichen.
In der traditionellen Logik ist „Erschleichung“ zum einen die Erreichung eines falschen Ergebnisses aufgrund eines korrekten Schlusses, aber falscher Voraussetzungen, die möglicherweise das gewollte Ergebnis in unklarer Formulierung bereits enthalten. Zum anderen ist es ein falscher Schluss im Syllogismus, bei dem der Mittelbegriff im Obersatz und Untersatz nicht identisch ist (Quaternio terminorum, Vervierfachung der Begriffe).